# Штапельбург
Штапельбург (нем. Stapelburg) — деревня в Германии, в земле Саксония-Анхальт, входит в район Гарц в составе общины Нордгарц.
Население составляет 1406 человека (на 31 декабря 2009 года). Занимает площадь 11,74 км².

## История
Поселении Штапельбург было основано в XVI веке вблизи одноимённого замка, в качестве фольварка графом Генрихом Бильским.
1 января 2010 года, после проведённых реформ, коммуны Аббенроде, Вассерлебен, Данштедт, Лангельн, Феккенштедт, Хойдебер, Шмацфельд, Штапельбург были объединены в общину Нордгарц.

## Галерея

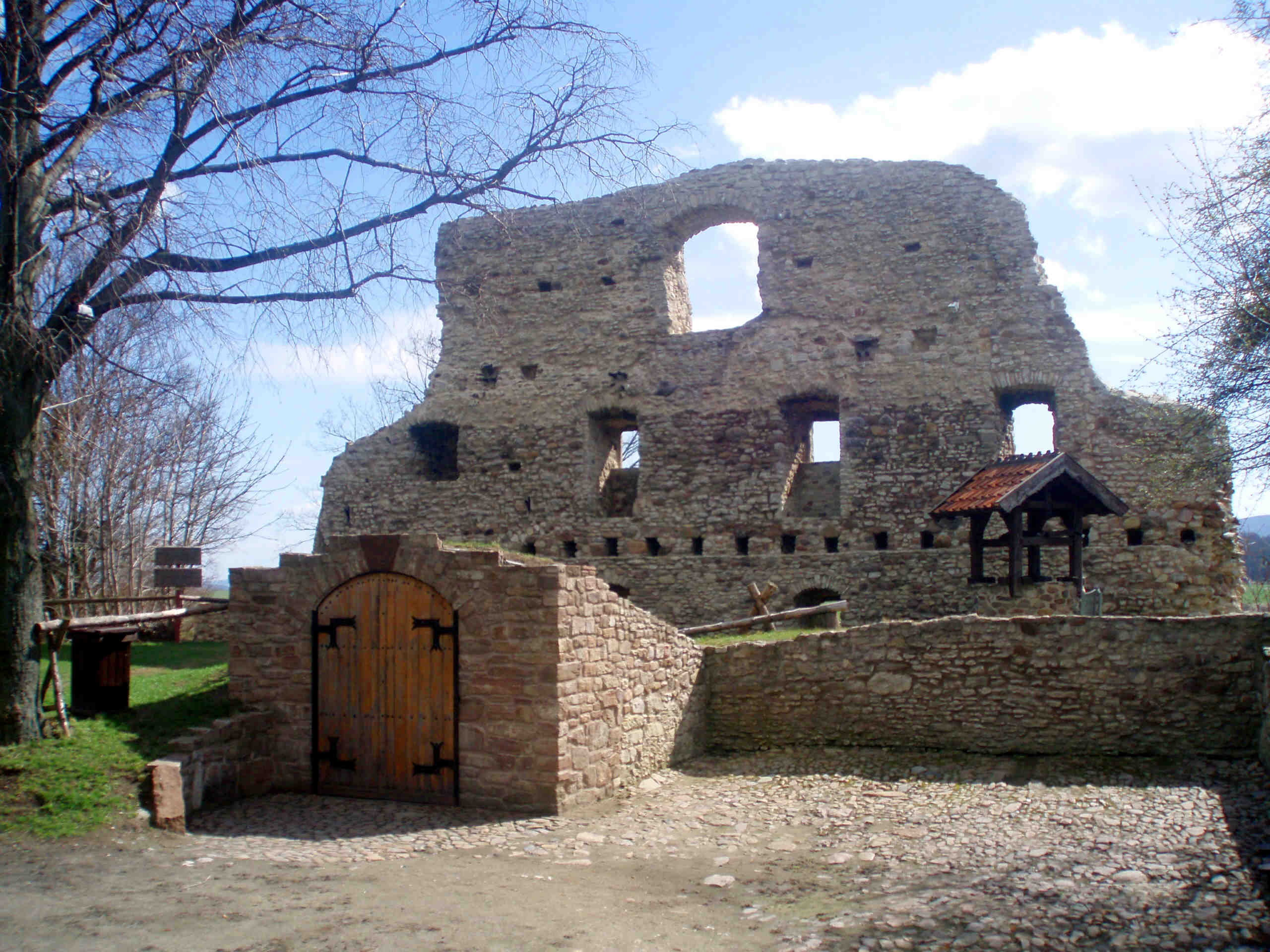
Развалины замка
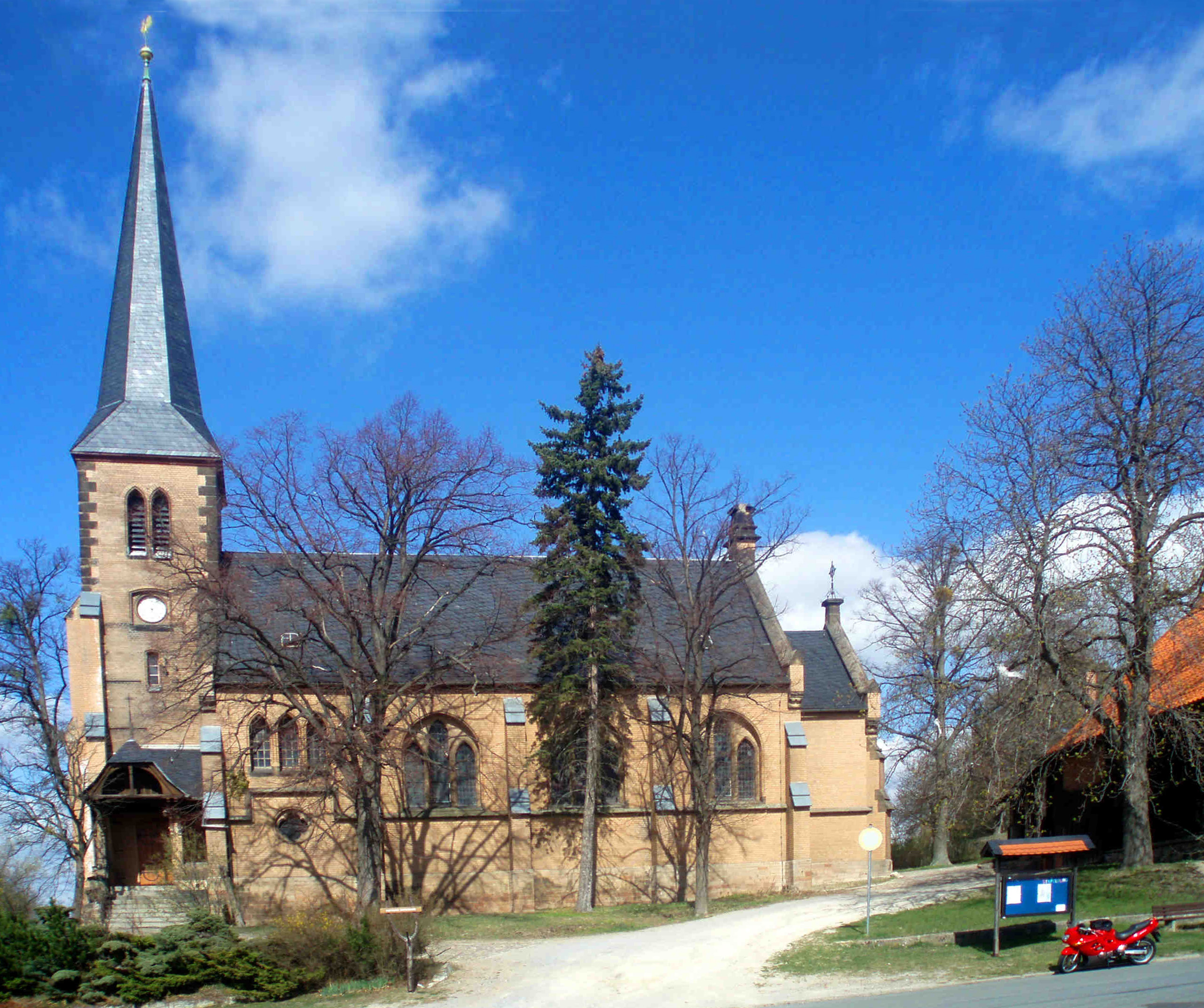
Церковь в Штапельбурге
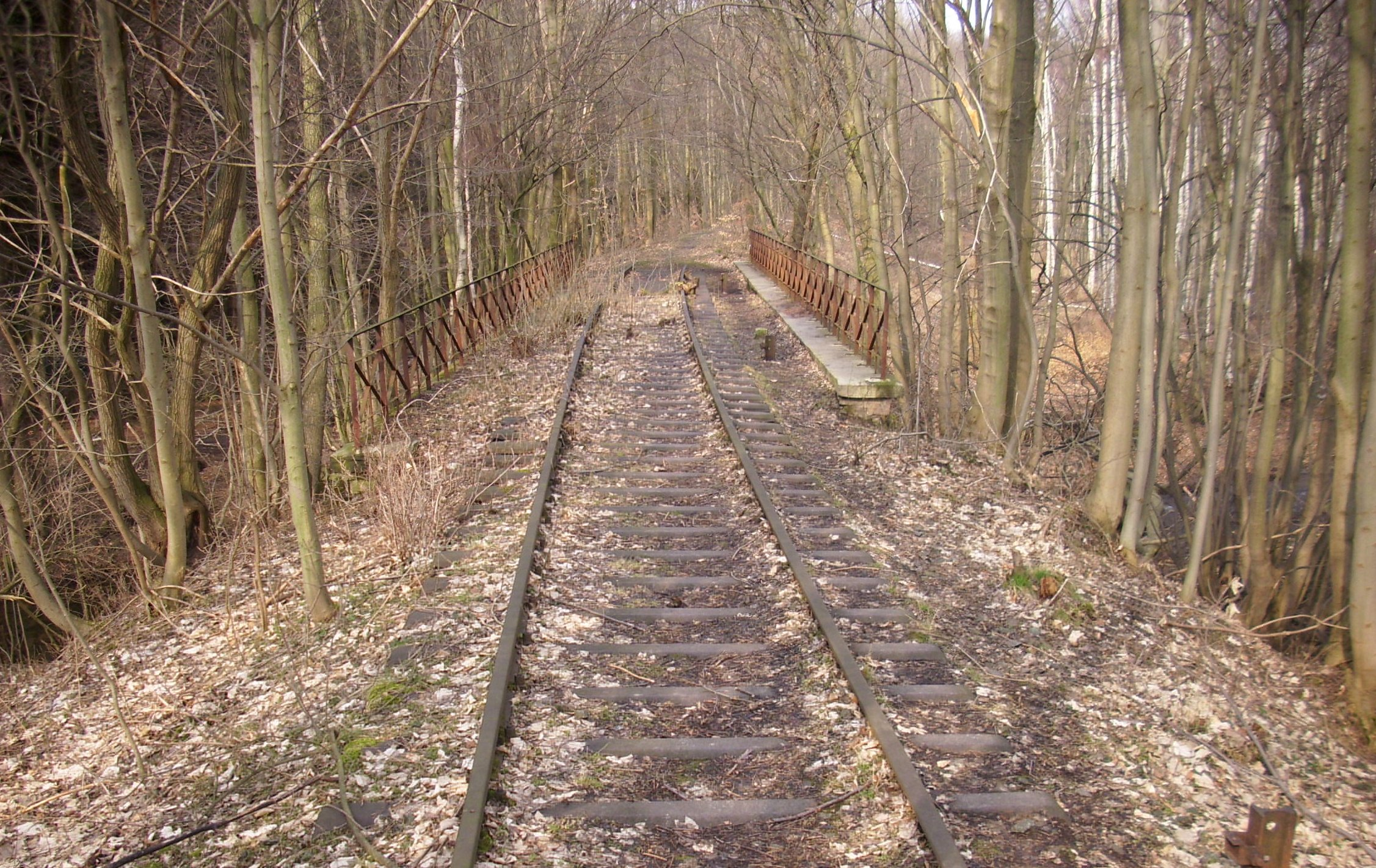
Заброшенная ж/д ветка
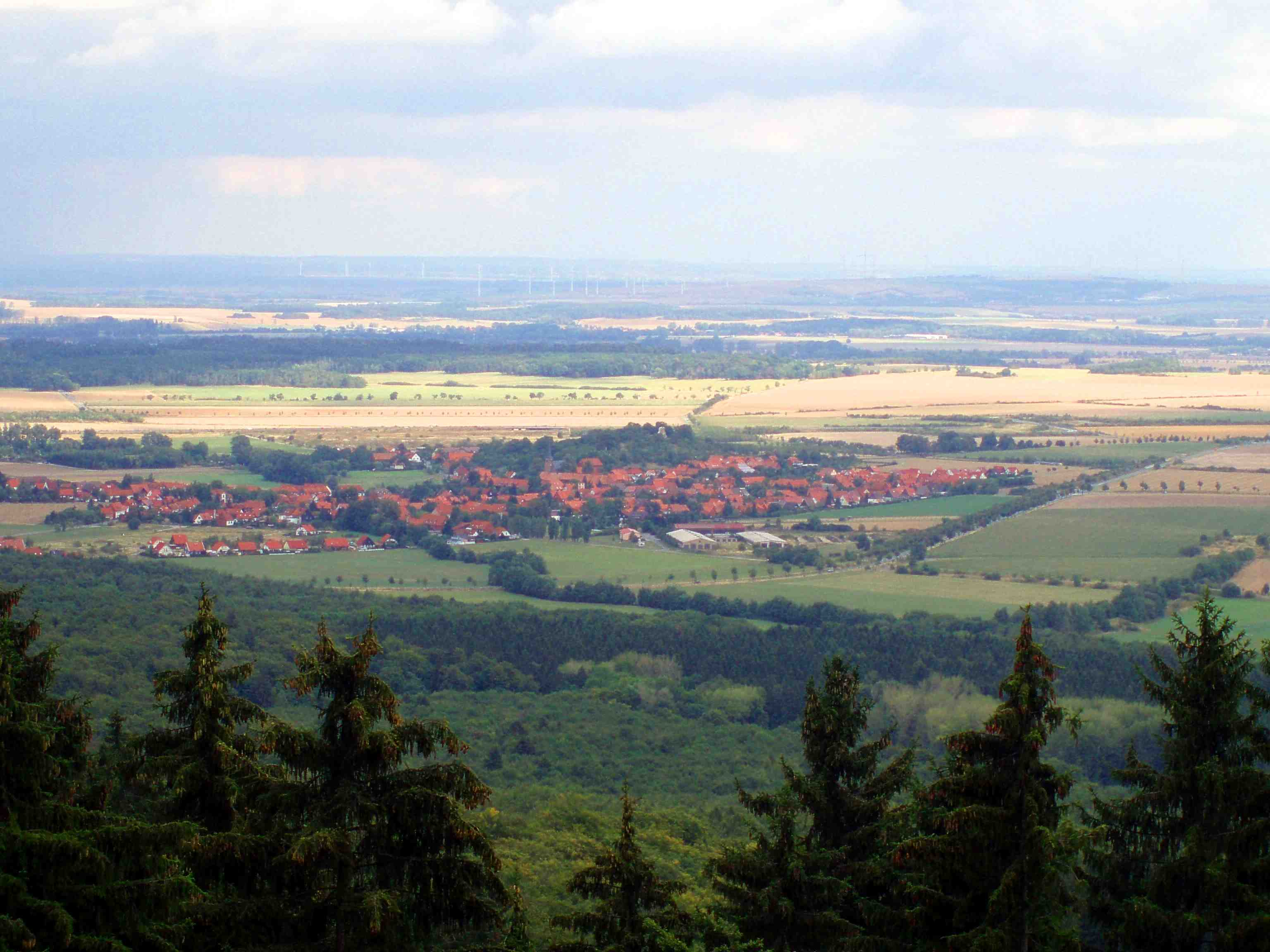
Вид на посёлок